# Сийака, Антонио Абдулаевич
Антонио Альхаджи Абдулаевич Сийака (бел. Антоніа Альхаджы Абдулаевіч Сіяка; род. 27 января 1996, Могилёв) — белорусский футболист с тоголезскими корнями, полузащитник.

## Биография
Мать русская, однако вскоре после ее рождения семья приехала жить в Беларусь. Отец из Того, приехавший в Беларусь для учёбы в университете. Сам Антонио родился в Могилёве.

### «Днепр» (Могилёв)
Воспитанник могилёвского «Днепра». В 2012 году выступал во второй команде клуба. Дебютировал за клуб 21 июня 2014 года в матче против жодинского «Торпедо-БелАЗ», выйдя на замену на 31 минуте. В июле 2014 года был переведён из дублирующего состава в основную команду, подписав контракт на 3 года. По итогу сезона клуб занял последнее место в турнирной таблице и потерял место в элитном дивизионе. Сам футболист провёл за команду всего 2 матча. Первый матч в Первой Лиге сыграл 19 апреля 2015 года в матче против «Гомельжелдортранса». Закрепился в основной команде могилевчан. В чемпионате с клубом смог занять лишь 4 место и не смог вернуть прописку в сильнейшем дивизионе. В феврале 2016 года перезаключил контракт с клубом.

#### Аренда в «Гранит» (Микашевичи)
В июле 2016 года проходил просмотр в микашевичском «Граните». Вскоре было объявлено об аренде игрока до конца сезона. Дебютировал за клуб 29 июля 2016 года в матче против гродненского «Немана». Провёл за клуб всего 6 матчей и по истечении срока аренды покинул клуб. В январе 2017 года покинул и могилёвский клуб. расторгнув контракт по соглашению сторон.
В начале 2017 года проходил просмотр в могилёвском «Торпедо». Затем стал выступать в «Молодечно-ДЮСШ-4». В феврале 2018 стал игроком клуба «Горки».

### «Орша»
В августе 2019 года перешёл в «Оршу». Дебютировал за клуб 17 августа 2019 года в матче против «Крумкачей». Дебютными голами отличился 18 ноября 2020 года в матче против речицкого «Спутника», записав на свой счёт дубль. Всего провёл за клуб 32 матча, в которых отличился 2 голами. В 2021 году сыграл лишь 1 матч за клуб и затем покинул его. Доигрывал сезон в «Горках».
В январе 2022 года стал игроком витебского клуба «Велес-2020». Вместе с клубом занял первое место в группе в витебском регионе и вышел в этап плей-офф.

## Карьера в сборной
В 2013 году выступал за юношескую сборную Беларуси до 18 лет. В 2014 году представлял сборную Беларуси до 19 лет.